# Mørket
Mørket er i gængs religiøs og etisk forståelse en betegnelse for det onde. I bogen Vandrer mod Lyset! betegner mørket desuden en bindende urkraft, som man dog kan rense sig for ved hjælp af sorg, anger og tilgivelse.
| filosofi | Spire Denne filosofiartikel er en spire som bør udbygges. Du er velkommen til at hjælpe Wikipedia ved at udvide den. |